# Heritiera dubia
Heritiera dubia är en malvaväxtart som beskrevs av Nathaniel Wallich och Wilhelm Sulpiz Kurz. Heritiera dubia ingår i släktet Heritiera och familjen malvaväxter. Inga underarter finns listade i Catalogue of Life.